# Suiza en los Juegos Paralímpicos de Salt Lake City 2002
Suiza estuvo representada en los Juegos Paralímpicos de Salt Lake City 2002 por un total de 18 deportistas, 16 hombres y dos mujeres.

## Medallistas
El equipo paralímpico suizo obtuvo las siguientes medallas:
| Nombre           | Deporte        | Evento                              |
| ---------------- | -------------- | ----------------------------------- |
| Oro              |                |                                     |
| Ruedi Weber      | Biatlón        | 7,5 km silla de esquí masculino     |
| Rolf Heinzmann   | Esquí alpino   | Descenso LW6/8 masculino            |
| Rolf Heinzmann   | Esquí alpino   | Eslalon gigante LW6/8 masculino     |
| Rolf Heinzmann   | Esquí alpino   | Supergigante LW6/8 masculino        |
| Hans Burn        | Esquí alpino   | Descenso LW4 masculino              |
| Hans-Jörg Arnold | Esquí alpino   | Eslalon gigante LW12 masculino      |
| Plata            |                |                                     |
| Hans Burn        | Esquí alpino   | Eslalon LW4 masculino               |
| Hans Burn        | Esquí alpino   | Eslalon gigante LW4 masculino       |
| Rolf Heinzmann   | Esquí alpino   | Eslalon LW6/8 masculino             |
| Hans-Jörg Arnold | Esquí alpino   | Eslalon LW12 masculino              |
| Bronce           |                |                                     |
| Hanspeter Weber  | Esquí de fondo | 10 km silla de esquí LW10 masculino |
| Ruedi Weber      | Esquí de fondo | 10 km silla de esquí LW11 masculino |